# Constantin Simonov
Pour les articles homonymes, voir Simonov.
Œuvres principales
Les jours et les nuits de Stalingrad, Les Vivants et les Morts
Constantin Mikhaïlovitch Simonov, Kirill Mikhaïlovitch dit Constantin (en russe : Константин Михайлович Симонов), né le 15 novembre 1915 (28 novembre 1915 dans le calendrier grégorien) à Pétrograd et mort le 28 août 1979 à Moscou, est un poète, écrivain et journaliste soviétique. Il est membre du Parti communiste de l'Union soviétique de 1942 à sa mort.

## Biographie
Simonov est particulièrement connu pour son poème Attends-moi (Жди меня, 1941) où un soldat demande à sa fiancée d'attendre son retour de la guerre. Le poème s'adresse à la comédienne Valentina Serova (1917-1975) qui est sa compagne et avec qui il se marie en 1943. Très populaire, son poème est mis en musique par Matveï Blanter et reste l'un des poèmes les plus connus de la littérature russe.
D'après Alexander Werth, la pièce de Simonov Gens de Russie, intégralement publiée dans la Pravda en juillet 1942 et jouée dans des centaines de théâtres d'un bout à l'autre du pays, exprimait typiquement le thème de « l'Union de tous les Russes ». Werth note aussi (page 300) que « la haine des Allemands s'exprima avec le plus d'intensité dans le fameux poème de Simonov « Tue-le !  » ».
De 1946 à 1950 et de nouveau de 1954 à 1957, l'écrivain est le rédacteur en chef du magazine littéraire Novy Mir. De 1950 à 1953, il dirige l'hebdomadaire Literatournaïa gazeta. À ce poste, il s'emploie à rendre justice au poète tatare et combattant de la résistance Moussa Djalil qui avait été injustement accusé de traîtrise par le pouvoir et dont il a découvert les vers composés dans la prison de Plötzensee. Il fait traduire ces écrits et les publie avec un avant-propos quelques semaines après la mort de Staline, ce qui transforme Djalil en héros national.
Simonov se marie en premières noces avec Evguenia Laskina, dont il a un fils, Alexeï, né en 1939. De son union avec l'actrice Valentina Serova, Simonov a une fille, Maria, née en 1950, qui est aujourd'hui journaliste. Divorçant en 1957, sa dernière épouse est Larissa Jadova (ru) (1927-1981), critique et historienne de l'art, fille du général Alexeï Jadov et veuve du poète Semion Goudzenko (1922-1953), avec qui il a une fille prénommée Alexandra, née en 1957.
Après son décès, le corps de l'écrivain est incinéré et ses cendres dispersées sur le champ de Bouinitchi près de la ville de Moguilev, selon sa volonté.

## Distinctions
- Héros du travail socialiste (1974)
- Ordre de Lénine (1965, 1971, 1974)
- Ordre du Drapeau rouge (1942)
- Médaille pour la Défense de Stalingrad (1944)
- Médaille pour la Défense d'Odessa (1944)
- Ordre de la Guerre patriotique (1945)
- Ordre de l'Insigne d'honneur (1939)
- Ordre du Lion blanc
- Croix de guerre 1939-1945 (Tchécoslovaquie)
- Ordre de Sukhe Bator

## Prix
- Prix Staline (1942) pour la pièce de théâtre Le Garçon de notre ville (« Парень из нашего города »)
- Prix Staline (1943) pour la pièce de théâtre Les Gens russes (« Русские люди »)
- Prix Staline (1946) pour le roman Les Jours et les nuits (« Дни и ночи »)
- Prix Staline (1947) pour la pièce de théâtre La Question russe (« Русский вопрос »)
- Prix Staline (1949) pour le recueil de poésies Les Amis et les Ennemies (« Друзья и враги »)
- Prix Staline (1950) pour la pièce de théâtre l'Ombre d'un autre (« Чужая тень »)
- Prix des frères Vassiliev (1966) pour l'adaptation du scénario au film Les Vivants et les Morts (1964)
- Prix Lénine (1974) pour la trilogie Les Vivants et les Morts, On ne naît pas soldat, Le Dernier Été

## Œuvres
- La Russie en guerre (récits), éd. PFE, 1945.
- Les Jours et les nuits de Stalingrad - récit d’un témoin, éd. Colbert, 1945.
- De la Mer Noire à la Mer de Barentz, éd. Denoêl, coll. Ailleurs, 1946
- Maïdanek - un camp d’extermination, suivi du Compte rendu de la commission d’enquête polono-soviétique, Éditions Sociales, 1948, Paris.
- Recueil de récits, éd. Langues Étrangères, 1948.
- Les Vivants et les Morts, trad. du russe par René Huntzbucler et Andrée Robel, éd. Julliard, 1961.
- La Défense d’Odessa, éd. Julliard, 1964.
- Les Vivants et les Morts, tome 2 : On ne naît pas soldat, éd. Julliard, Paris, 1965.
- Les Vivants et les Morts, tome 3 : Le Dernier Été, Julliard, 1974.
- Vingt jours sans guerre, éd. Julliard, 1974 (réalisé comme le film Vingt jours sans guerre par Alexeï Guerman)
- La Quatrième, 1951 (1961, première adaptation au théâtre Sovremennik, 1972 - film du même nom)[6]